# Sestry augustiniánky od Panny Marie z Paříže
Sestry augustiniánky od Panny Marie z Paříže (francouzština: Sœurs Augustines de Notre-Dame de Paris) je ženská řeholní kongregace, jejíž zkratkou je A.N.D.P.

## Historie
Kongregace byla založena roku 1977 spojením Augustiniánek z Hôtel-Dieu v Paříži a Augustiniánek Vzácné krve z Arrasu.
Kongregace Hôtel-Dieu vznikla roku 651 na žádost biskupa Landerika. Roku 1271 se začala řídit Řeholí svatého Augustina. Roku 1952 byla kongreace zařazena do Řádu sv. Augustina a roku 1954 získala vlastní stanovy a schválení Svatým stolcem.
Kongregace z Arrasu byla založena 29. července 1854 Pierrem-Louisem Parisis. oficiální schválení získala 1. června 1966.

## Aktivita a šíření
Sestry se věnují různým činnostem v oblasti zdravotnictví, vzdělávání a pastorace.
Kromě Francie se nachází v Guineji a na Madagaskaru; generální kurie se nachází v Paříži.
K roku 2008 měla kongregace 231 sester ve 22 domech.